# Листовой металл
Листовой металл — металл в форме листов и широкиx листовыx полос, изготавливаемый прокаткой, реже — ковкой.

## Классификация

### По толщине
Различают тонколистовые и толстолистовые металлы. Граничная толщина между ними, в зависимости от источника, находится в диапазоне от 2 до 5 миллиметров. Верхней границей толщины для стальных листов обычно считается 160 мм (иногда граница проводится на 75 мм). Плоские изделия большей толщины называются слябами.
Тонкая (0,2—0,5 мм) сталь называется жестью.
Свойства отдельных металлов (таких, как алюминий, свинец, медь, цинк) позволяют изготавливать очень тонкие листы (фольгу толщиной менее 0,2 мм).

### По способу прокатки
При изготовлении листовых металлов различают горячекатаные и холоднокатаные. Холодную прокатку используют для тонколистовых металлов, горячую — для тонко- и толстолистовых.

### По материалу
Совместная прокатка пакетов из заготовок разных металлов позволяет получать слоистые биметаллические листы.

### По точности
- Повышенной точности — обозначается буквой А, предельное отклонение не превышает ± 0,05 мм для проката долщиной 500–750 мм:
- Нормальной точности — обозначается буквой Б, предельное отклонение не превышает ± 0,07 мм для проката тощиной 500–750 мм.

Для другой тощины листового проката предельные отклонения будут другие.

### По категории плоскостности
- ПО — особо высокая, отклонение 4 мм при ширине листов менее 1000 мм;
- ПВ — высокая, отклонение 8 мм при ширине листов менее 1000 мм;
- ПУ — улучшенная, отклонение 10 мм при ширине листов менее 1000 мм;
- ПН — нормальная, отклонение 12 мм при ширине листов менее 1000 мм.

Категории вывели ещё в стандартах СССР. Плоскостность еще называется планшетностью. 

## История
Листовой металл применялся человечеством с древнейших времён. Одним из выдающихся достижений в этой области являются бронзовые Балаватские ворота, изготовленные в Ассирии в IX веке до н. э.
В Древней Греции листовой металл (обычно бронза, реже серебро, латунь, крайне редко — золото) изготавливался с помощью ручной ковки и имел сравнительно небольшие размеры; после нанесения рельефного рисунка с помощью чеканки применялся для изготовления металлических сосудов и украшения фризов. Щиты воинов иногда покрывались листовым железом.
В Древнем Риме листовой свинец применялся для:
- изготовления желобов, водостоков, труб с помощью пайки;
- покрытия деревянных деталей судов.

Технология прокатки в античности не применялась. Появление прокатки относится к послесредневековым временам (первое известное упоминание относится к XVI веку и содержится в бумагах Леонардо да Винчи); вначале с её помощью изготавливались медные листы для картин (такие листы, изготовленные вначале ковкой, а затем уже прокаткой, известны уже в начале XVII века). Массовое применение прокатки началось в Европе в XIX веке.

## Обработка

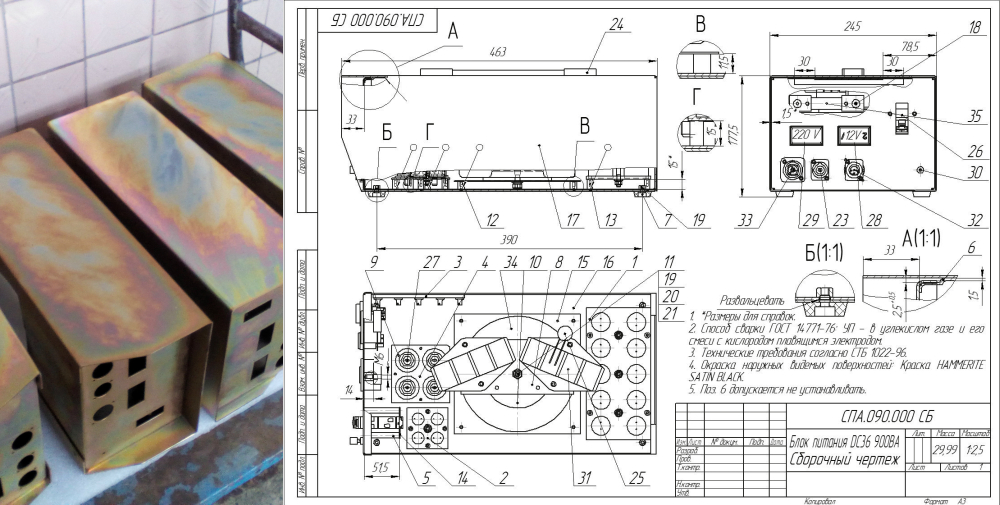
Чертеж сборочный корпуса из листа металла и образец готового продукта.

Обработка листового металла — одна из технологий металлообработки. Включает в себя технологии раскроя (механическую, гидроабразивную, лазерную и плазменную резку), гибку, штамповку, пробивную технологию, а также комбинированные технологии, включающие в себя несколько последовательных перечисленных операций.
Классическими инструментами механической резки металла являются ножницы и гильотина.
Пробивают и сгибают листовой металл с помощью прессов. Если конечный продукт состоит более чем из одной детали металлического листа, то различные части соединяют совместно, используя несколько различных методов.